# Remparts d'Hennebont
Les remparts d'Hennebont constituent un ensemble d'éléments de fortifications construit autour de la Ville-Close d'Hennebont dans le Morbihan en France. Elle est élevée à partir du dernier tiers du XIIIe siècle. Elle connaît plusieurs modifications au cours des siècles : modernisations aux XIVe siècle, XVIe siècle et au XXe siècle. Conservée sur près de 900 mètres, elle est la seconde en importance dans le département du Morbihan.

## Protection juridique
Propriété de la Ville d'Hennebont, l'ensemble de l'enceinte est classée au titre des monuments historiques. La courtine de la Levée l'est depuis le 31 juillet 1941 et le reste depuis le 24 mars 1947.

## Histoire

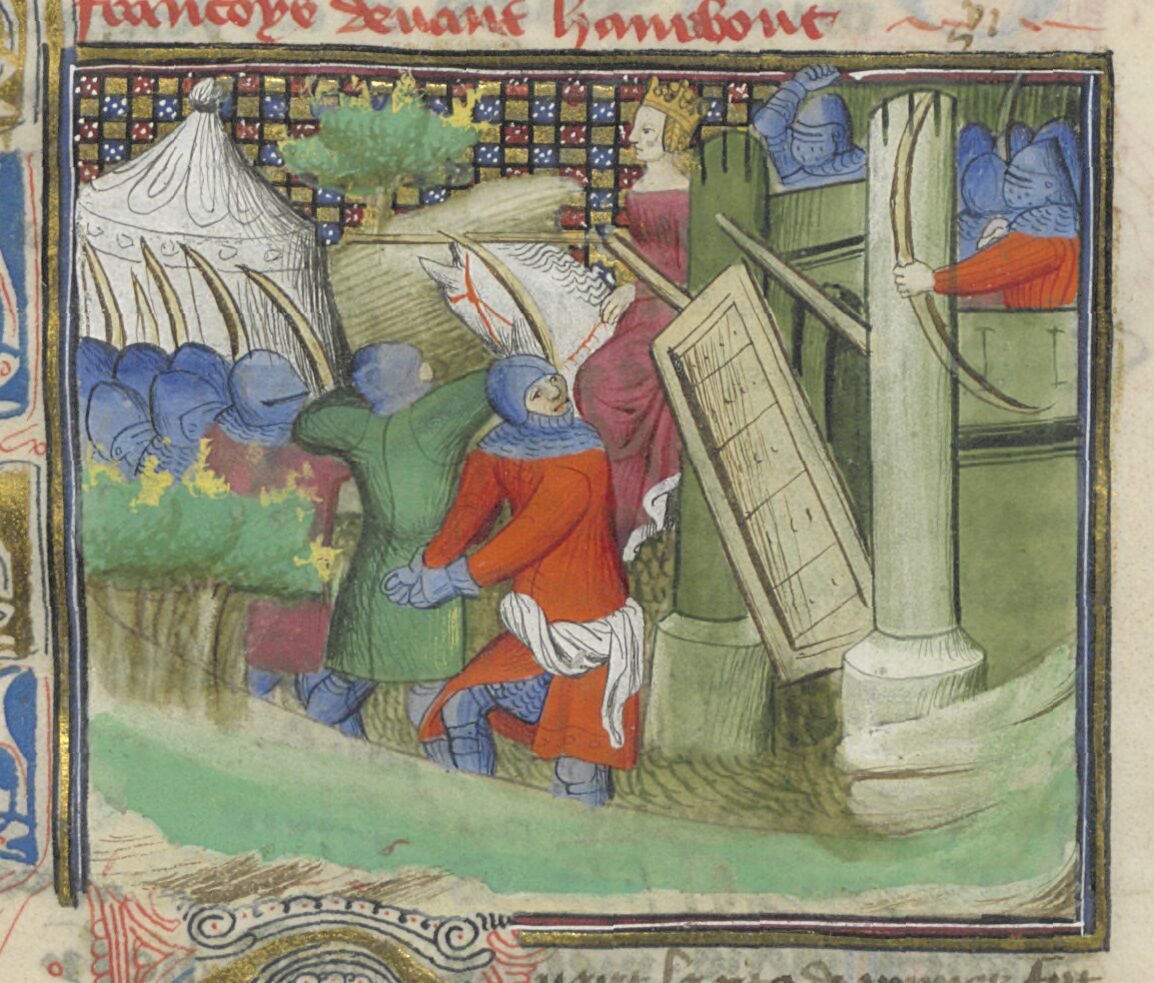
Le siège d'Hennebont, en 1342.

- XIe siècle, une motte est renforcée par les seigneurs du Kemenet-Héboé sur une butte située sur la rive droite du Blavet ;
- En août 1264, mention de "lamote de Henbont" dans un acte passé entre Hervé de Léon et Pierre de Bretagne. C'est à cette occasion qu'interdiction est faite pour les descendants des signataires de "faire chastel ne forterece" à cet endroit ;
- Après 1270, le duc de Bretagne Jean Le Roux fait démanteler l'ancienne motte féodale et fait construire des fortifications sur la rive gauche du Blavet ;
- 1342, Siège de la ville.
- XIVe siècle au XVIe siècle, modernisations des remparts pour s'adapter à l'évolution des canons.
- 7 août 1944, des bombardements alliés touchent une partie des remparts.
- 2015, des bénévoles de l'association Chantiers Histoire et Architecture Médiévales restaurent les remparts[2].

## Plan détaillé
| Différents éléments présents ou disparus formant l’enceinte d’Hennebont | Différents éléments présents ou disparus formant l’enceinte d’Hennebont | L'enceinte urbaine d'Hennebont |  |
| Éléments présents                                                       | Éléments disparus                                                       | L'enceinte urbaine d'Hennebont |  |
|                                                                         |                                                                         | L'enceinte urbaine d'Hennebont |  |
| 1 : Tours Bro-Erec'h                                                    | A : Bastion de Lorraine dit aussi de Mercœur                            | L'enceinte urbaine d'Hennebont |  |
| 2 : Échauguette                                                         | B : Porte d'Embas                                                       | L'enceinte urbaine d'Hennebont |  |
| 3 : Tour Saint-Nicolas                                                  | C : Tour Mauduit                                                        | L'enceinte urbaine d'Hennebont |  |
| 4 : Courtine de la Levée                                                | D :Tour Capitaine                                                       | L'enceinte urbaine d'Hennebont |  |
| 5. Square Mauduit (vestiges)                                            |                                                                         | L'enceinte urbaine d'Hennebont |  |
| 6. Tour Rospadern                                                       |                                                                         | L'enceinte urbaine d'Hennebont |  |
| 7. Tour des Carmes                                                      |                                                                         | L'enceinte urbaine d'Hennebont |  |
| 8. Courtine du champ de foire                                           |                                                                         | L'enceinte urbaine d'Hennebont |  |
| 9. Courtine Broerec'h                                                   |                                                                         | L'enceinte urbaine d'Hennebont |  |

## Architecture
- Tours Bro-Erec'h, au sud
- Tour des Carmes, au nord-est
- Tour Rospadern